# 卡蘭戈區

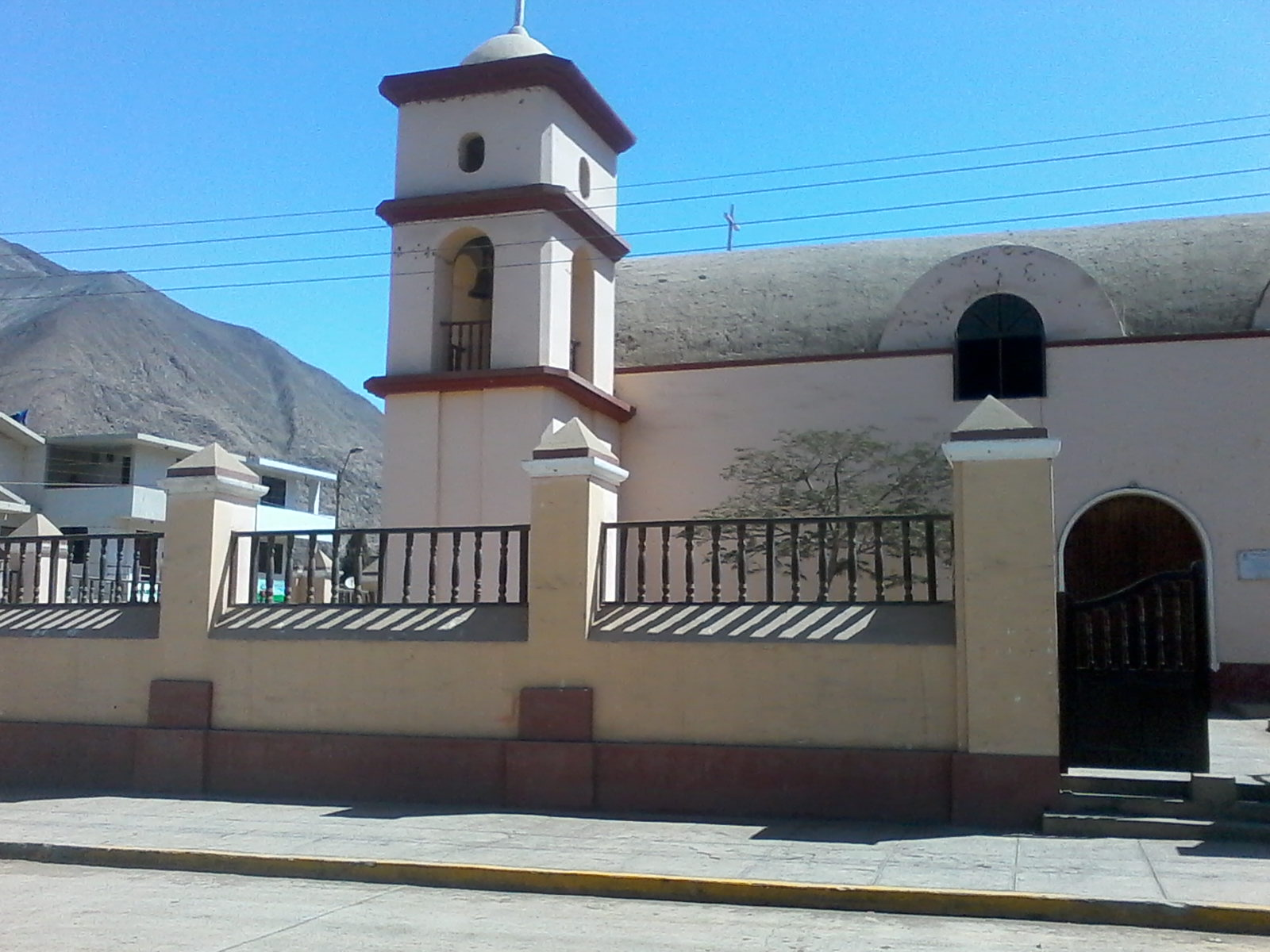

12°31′35″S 76°32′38″W / 12.5263°S 76.5438°W
卡蘭戈區（西班牙語：Distrito de Calango），是秘魯的一個區，位於該國中南部利馬大區的卡涅特省，始建於1887年11月4日，面積530.9平方公里，海拔高度305米，2005年人口2,559，人口密度每平方公里4.8人。